# Anneslia pedicellata
Anneslia pedicellata là một loài thực vật có hoa trong họ Đậu. Loài này được (Benth.) Moscoso mô tả khoa học đầu tiên năm 1943.